# Maurice Gamelin
Maurice Gustave Gamelin (Parigi, 20 settembre 1872 – Parigi, 18 aprile 1958) è stato un generale francese, aiutante di Joseph Joffre durante la prima guerra mondiale, capo della missione militare francese in Brasile all'epoca dell'armistizio.
Nel 1925 si trovò in Siria, nel 1927 ebbe il titolo di comandante superiore delle truppe del Levante, fu capo di stato maggiore dell'esercito nel 1931 e capo di stato maggiore generale della difesa nazionale nel 1938.
Significativo il vano tentativo tra il 1934 e il 1935 di un'alleanza militare con l'omologo italiano Pietro Badoglio, in funzione antitedesca.
Assunse il comando di tutte le forze aereo-terrestri dell'Occidente all'inizio della seconda guerra mondiale.
Per il disastroso andamento della campagna di Francia fu esonerato dal comando il 19 maggio 1940; fu processato dal governo di Vichy e rimase prigioniero in Germania dal 1943 al 1945; fu liberato  nel corso della battaglia per il castello di Itter.
Scrisse il libro di memorie intitolato Servir in tre volumi (1946-1947) per esporre e difendere la sua attività militare.